# Scott Speed
Scott Speed, född 24 januari 1983 i Manteca i Kalifornien, är en amerikansk racerförare.

## Racingkarriär
2005 körde Scott i GP2 och i A1 Grand Prix. I GP2 slutade han trea totalt, efter Nico Rosberg och Heikki Kovalainen. 
Speed debuterade i formel 1 säsongen 2006 för Toro Rosso. Han blev därmed den förste amerikanen i F1 sedan Michael Andretti körde för McLaren säsongen 1993. Någon poäng fick dock inte Speed under sin debutsäsong och inte heller säsongen 2007. Speed fick då lämna sitt jobb efter en konflikt med stallchefen Franz Tost vid Europas Grand Prix.
Han blev tvåa i ARCA 2008, och fick samma år göra debut i Nascar Sprint Cup med Red Bull Toyota.

## F1-karriär
| Säsong                | Stall/Tillverkare     | Placering             | Lopp | Poäng | Etta | Tvåa | Trea | Pole | Varv |
| --------------------- | --------------------- | --------------------- | ---- | ----- | ---- | ---- | ---- | ---- | ---- |
| 2006                  | Toro Rosso-Cosworth   | 20                    | 18   |       |      |      |      |      |      |
| 2007                  | Toro Rosso-Ferrari    | 21                    | 10   |       |      |      |      |      |      |
| Sammanlagt 2 säsonger | Sammanlagt 2 säsonger | Sammanlagt 2 säsonger | 28   | 0     | 0    | 0    | 0    | 0    | 0    |